# プシュコマキア
プシュコマキア（英語: Psychomachia）とは、5世紀頃プルデンティウスによって書かれた、7つの美徳と7つの悪徳が闘うというラテン語の寓意的叙事詩。

## 概要
5世紀頃のラテン語の寓意的叙事詩であり、その内容は、諸説あるが、
- 「憤怒[6]」
- 「嫉妬[7]」
- 「強欲[8]」
- 「傲慢[9]」
- 「暴食[10]」
- 「色欲」
- 「怠惰」

　　が7つの悪徳であり、
- 「寛容」
- 「慈愛」
- 「分別」
- 「忠義」
- 「節制」
- 「純潔」
- 「勤勉」

　　が7つの美徳であるとする説もある。